# Кудинов, Андрей Викторович
Андрей Викторович Кудинов (род. 28 июня 1970, Челябинск) — советский и российский хоккеист, нападающий. Мастер спорта России международного класса, хоккейный функционер.

## Биография
Воспитанник челябинского «Трактора», тренеры Валерий Рякин, Николай Бец. Дебютировал в сезоне 1986/87 в составе команды первой лиги «Металлург» Челябинск. В 1988—1990 годах в рамках прохождения аомейской службы выступал за СКА (Свердловск). С сезона 1990/91 играл за «Трактор». На драфте НХЛ 1993 года был выбран в 10-м раунде под общим 242-м номером клубом «Нью-Йорк Рейнджерс». Три сезона отыграл за фарм-клуб «Бингемтон Рейнджерс» в АХЛ, но не получив приглашения из НХЛ, в 1996 году перешёл в «Металлург» Магнитогорск, за который отыграл шесть сезонов. Выступал за «Мечел» (2002/03), «Химик» Воскресенск и «Молот-Прикамье» (2003/04).
Играл за вторую сборную России на «Призе „Известий“».
В 2005—2015 годах был учредителем и директором торговой фирмы в Челябинске.
Тренер в команде МХЛ «Белые медведи» (2011/12, с 17 февраля).
Директор дворца спорта. Президент Федерации хоккея Челябинска. Директор хоккейной школы «Трактор».

## Достижения
- Чемпион России 1998/1999, 2000/2001
- Серебряный призер чемпионата России 1997/1998
- Бронзовый призёр чемпионата МХЛ 1992/1993, бронзовый призёр чемпионата России 1999/2000, 2001/2002
- Обладатель Кубка России 1998
- Чемпион Евролиги 1998/1999, 1999/2000
- Обладатель Суперкубка Европы 2000
- Чемпион высшей лиги 2003/2004
- Обладатель приза газеты «Труд» «Три бомбардира» в сезоне 1996/1997 вместе с Сергеем Гомоляко и Игорем Варицким